# (466751) 2015 AA107
(466751) 2015 AA107 es un asteroide perteneciente al cinturón de asteroides, descubierto el 27 de octubre de 2008 por el equipo Spacewatch desde el Observatorio Nacional de Kitt Peak (Arizona, Estados Unidos).